# Søbo (Jordløse Sogn)
 For alternative betydninger, se Søbo. (Se også artikler, som begynder med Søbo)
Søbo er en gammel sædegård, som nævnes første gang i 1442. Søbo ligger i Jordløse Sogn, Sallinge Herred, Assens Kommune. Hovedbygningen er opført 1720`erne. Søbo Gods er på 201 hektar.

## Ejere af Søbo
- (1442-1460) Joachim Henriksen Reventlow
- (1460) Alhed Evertsdatter Moltke gift Reventlow
- (1460-1486) Knud Joachimsen Reventlow
- (1486-1503) Jacob Knudsen Reventlow nr1
- (1503-1535) Anders Jacobsen Reventlow
- (1535-1553) Sidsel Nielsdatter Lange gift Reventlow
- (1553-1564) Jacob Andersen Reventlow nr2
- (1564-1606) Margrethe Andersdatter Reventlow gift Krabbe
- (1606-1613) Karine Eriksdatter Krabbe
- (1613-1640) Forskellige Ejere
- (1640) Edele Jacobsdatter Rosenkrantz gift Laxmand
- (1640-1642) Gabriel Laxmand
- (1642-1657) Anders Bille
- (1657) Karen Andersdatter Bille
- (1657-1686) Steen Bille
- (1686) Sophie Steensdatter Bille gift Rosenkrantz
- (1686-1722) Anders Rosenkrantz
- (1722-1758) Johan Eskild de Falsen
- (1758) Margrethe Marie Johansdatter de Falsen gift (1) von Scherewien (2) Cramer
- (1758-1779) Carl Leopold von Scherewien
- (1779-1781) Margrethe Marie Johansdatter de Falsen gift (1) von Scherewien (2) Cramer
- (1781-1788) Johan Andreas Cramer
- (1788-1795) Margrethe Marie Johansdatter de Falsen gift (1) von Scherewien (2) Cramer
- (1795-1811) Jens Brandt og Rasmus Eilersen
- (1811-1829) N. H. Haugsted
- (1829-1855) Wilhelm Stannius
- (1855-1862) Sophus R. W. Paulsen
- (1862-1872) Christian von Barner
- (1872-1875) G. Christian Raben
- (1875-1927) L. C. Petersen
- (1927-1952) H. Larsen
- (1952-1980) Kai Larsen
- (1980-1993) Georg Vind
- (1993-) Steen Haustrup